# ジェニファー・スミス
ジェニファー・スミス（Jennifer Smith, 1945年7月13日 - ）は、ポルトガル出身のソプラノ歌手。

## 略歴
リスボンにて生まれる。地元の音楽院でホルヘ・クローナー・デ・ヴァスコンチェロスに作曲と声楽、ヘレナ・ラマス・ピメンテルとマリア・クリスティーナ・ピメンテルにピアノ、ゲルトルード・メルシヴォスキーにオルガンをそれぞれ師事。グルベンキアン財団の奨学金を得てロンドンとパリに遊学し、ウィンフリード・ラドフォード、ピエール・ベルナック、ハンス・ケラーの各氏の薫陶を受けた。